# Larraun
Larraun és un municipi de Navarra, a la comarca de Leitzaldea, dins la merindad de Pamplona. Està format per 15 concejos:
| Entitat de Població | Pob. (2006) |
| ------------------- | ----------- |
| Albiasu             | 27          |
| Aldatz              | 128         |
| Alli                | 44          |
| Arruitz             | 105         |
| Astitz              | 41          |
| Azpirotz-Lezaeta    | 72          |
| Baraibar            | 87          |
| Etxarri             | 85          |
| Errazkin            | 77          |
| Gorriti             | 93          |
| Uitzi               | 132         |
| Iribas              | 43          |
| Madotz              | 20          |
| Mugiro              | 70          |
| Oderitz             | 47          |

## Topònim
Larraun és d'origen basc. Significa lloc de pastures, de Larra (pastura) + un(e) (lloc de).

## Entitats de població
- Albiasu. Està situada a la Merindad de Pamplona, a la comarca de Leitzaldea i a 37 km de la capital de la comunitat, Pamplona. La seva població el 2014 era de 18 persones.[1] Albiasu està situada a la part occidental de la vall de Larraun, al nord-oest de la serra d'Aralar i a una altitud de 617 msnm. El seu terme té una superfície de 3,35 km².[2]
- Aldatz. Es troba a 27 km de Pamplona. La població era de 130 habitants l'any 2014, amb una densitat de població de 15,48 hab/km² i una superfície de 8,4 km².[3]
- Alli. Es troba a 35 km de Pamplona. La població era de 35 habitants l'any 2014, amb una densitat de població de 10,06 hab/km² i una superfície de 3,48 km².[4]
- Arruitz. Es troba a 32 km de Pamplona. El 2014 tenia 102 habitants, amb una densitat de població de 16,89 hab/km² i una superfície de 6,04 km².[5]
- Astitz. Es troba a 31 km de Pamplona. El 2014 tenia 35 habitants, amb una densitat de població de 5,43 hab/km² i una superfície de 6,45 km².[6]
- Azpirotz-Lezaeta és un conjunt de dues localitats navarreses (Azpirotz i Lezaeta) que formen un sol concejo, el qual s'inclou al municipi de Larraun. Es troba a 36,5 km de Pamplona. El 2014 tenia 65 habitants, amb una densitat de població d'11,82 hab/km² i una superfície de 5,50 km².[7]

| Nuclis de població | Habitants (2014) |
| ------------------ | ---------------- |
| Azpirotz           | 53               |
| Lezaeta            | 12               |
| Total              | 65               |

- Baraibar. Es troba a 36 km de Pamplona. El 2014 tenia 75 habitants, amb una densitat de població de 5,12 hab/km² i una superfície de 14,65 km².[8]
- Etxarri. Es troba a 17 km de Pamplona. La població era de 87 habitants l'any 2014, amb una densitat de població de 9,71 hab/km² i una superfície de 7,62 km².[9] No s'ha de confondre amb els municipis també navarresos Etxarri Aranatz i Etxarri, ni amb el municipi d'Iparralde Etxarri.
- Errazkin. Es troba a 45 km de Pamplona. El 2014 tenia 77 habitants, amb una densitat de població de 5,43 hab/km² i una superfície de 4,82 km².[10]
- Gorriti. Es troba a 39 km de Pamplona. La població era de 87 habitants l'any 2014, amb una densitat de població de 12,25 hab/km² i una superfície de 7,1 km².[11]
- Uitzi. Es troba a 38 km de Pamplona. La població era de 122 habitants l'any 2014, amb una densitat de població de 8,1 hab/km² i una superfície de 15,07 km².[12]
- Iribas. Es troba a 35 km de Pamplona. La població era de 39 habitants l'any 2014, amb una densitat de població de 5,67 hab/km² i una superfície de 6,88 km².[13]
- Madotz. Es troba a 27 km de Pamplona. La població era de 17 habitants l'any 2014, amb una densitat de població de 3,49 hab/km² i una superfície de 4,87 km².[14]
- Mugiro. Es troba a 32 km de Pamplona. La població era de 70 habitants l'any 2014, amb una densitat de població de 23,65 hab/km² i una superfície de 2,96 km².[15]
- Oderitz. Es troba a 31 km de Pamplona. La població era de 56 habitants l'any 2014, amb una densitat de població de 7,31 hab/km² i una superfície de 7,66 km².[16]

## Demografia
| Evolució demogràfica | Evolució demogràfica | Evolució demogràfica | Evolució demogràfica | Evolució demogràfica | Evolució demogràfica | Evolució demogràfica | Evolució demogràfica | Evolució demogràfica | Evolució demogràfica | Evolució demogràfica | Evolució demogràfica | Evolució demogràfica |
| 1996                 | 1998                 | 1999                 | 2000                 | 2001                 | 2002                 | 2003                 | 2004                 | 2005                 | 2006                 | 2007                 | 2008                 | 2009                 |
| -------------------- | -------------------- | -------------------- | -------------------- | -------------------- | -------------------- | -------------------- | -------------------- | -------------------- | -------------------- | -------------------- | -------------------- | -------------------- |
| 1.120                | 1.099                | 1.083                | 1.106                | 1.075                | 1.047                | 1.054                | 1.074                | 1.081                | 1.071                | 1.051                | 1.027                | 1.023                |
| 2010                 | 2011                 | 2012                 | 2013                 | 2014                 | 2015                 | 2016                 | 2017                 | 2018                 | 2019                 | 2020                 |                      |                      |
| 999                  | 1.008                | 1.015                | 997                  | 1.002                | 985                  | 985                  | 974                  | 967                  | 951                  | 951                  |                      |                      |
| Fonts: Larraun       |                      |                      |                      |                      |                      |                      |                      |                      |                      |                      |                      |                      |